# Cause and Effect
Cause and Effect – piąty album norweskiej piosenkarki Marii Meny, wydany w 2008 roku. Pierwszym singlem z tego albumu był "Belly Up", lecz ukazał się on tylko w Norwegii. Drugi singel, "All This Time", wydano już w całej Europie.

## Lista utworów
1. "Power Trip Ballad" – 4:00
2. "Belly Up" – 04:06
3. "All This Time (Pick-Me-Up Song)" – 03:12
4. "Cause and Effect" – 03:13
5. "I'm on Your Side" – 03:04
6. "Eyesore" – 03:16
7. "Where Were You" – 03:16
8. "I'm in Love" – 02:59
9. "Self-Fulfilling Prophecy" – 03:20
10. "I Was Made for Loving You" – 04:34
11. "Dear..." – 3:21
12. "You're Scaring Me" – 3:21 (utwór bonusowy iTunes)